# 佐世保競輪場

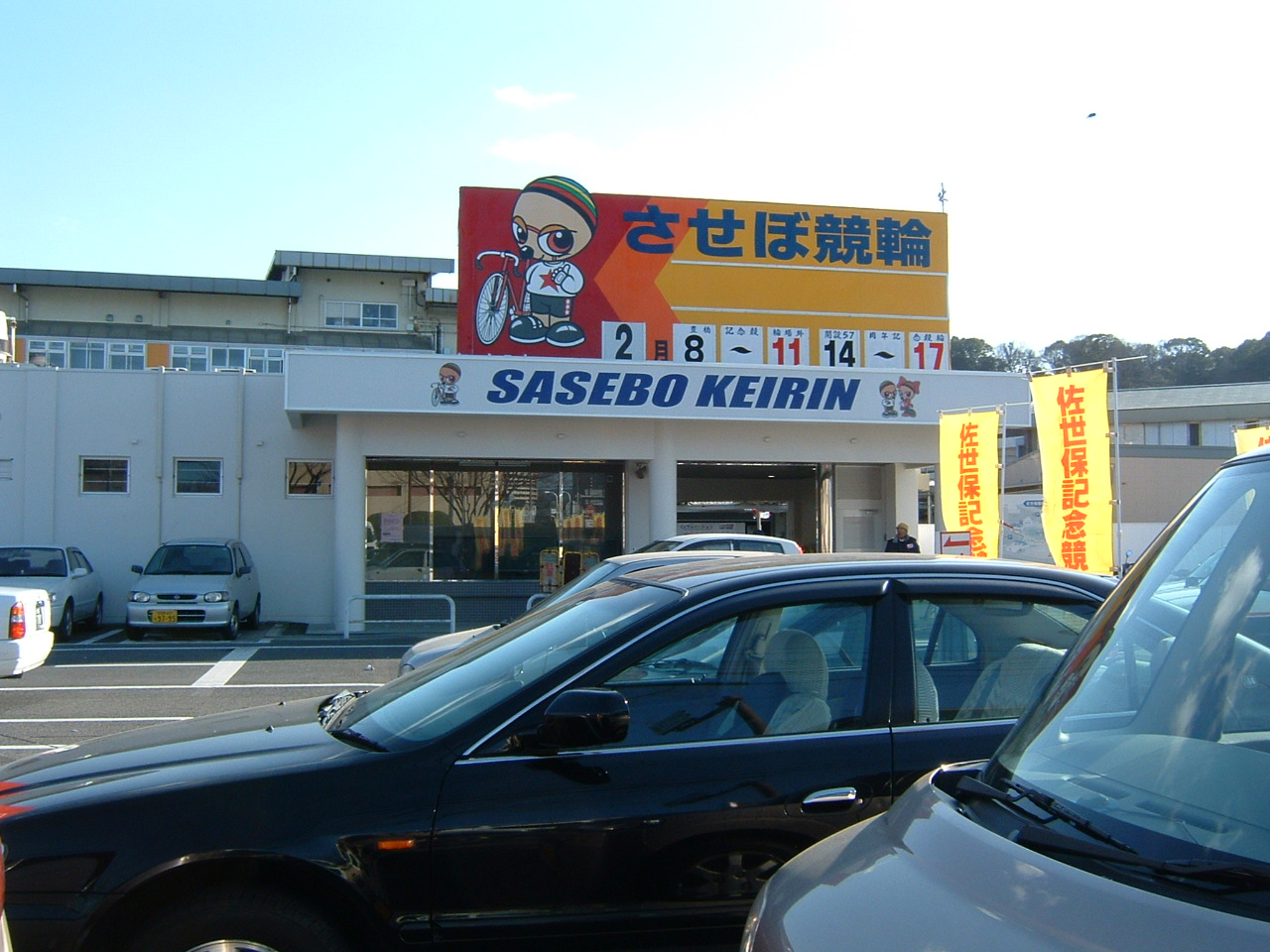
看板取替前の正面入口（2008年）

佐世保競輪場（させぼけいりんじょう）は長崎県佐世保市にある競輪場。施設所有および主催は佐世保市。競技実施はJKA西日本地区本部九州支部。電話投票における競輪場コードは85#。実況は株式会社JPFで、担当は2021年4月以降は宮原英治を筆頭に西森カズヤ、綿貫弘、和田年弘、山本浩司、大村篤史などが交代制で務める。

## 概要
佐世保競輪場は1950年に開設された。戦後復興のための財源確保のために開設され、第1回競輪は1950年11月23日に開催された。国内全ての公営競技場の中でも最も西にある競技場である。記念競輪（GIII）として『九十九島賞争奪戦』が毎年12月に開催され、開催2日目のシード優秀競走は、2016年まで地元佐世保の名物料理にちなんで「佐世保バーガー賞」の名称で行われていた（2017年からは九十九島凪海賞に変更されている）。
なお当場では、以前通常開催（FII）においても「珍名さん大会」など参加選手に特色のある企画開催を行なっていた。
1984年から1990年度まで不況のため、9車立てを8車立てに変更していた（同様のケースは幾つかの他場でもあった）。
1999年2月と12月と2004年4月には「ふるさとダービー佐世保」が開催され、1999年12月開催分は総売上247億円を記録した。また2009年4月には共同通信社杯春一番、2022年5月に全日本プロ選手権自転車競技大会記念競輪も開催された。今後は、2026年8月7日から9日までナイター開催として開場後初のGI初開催となる第2回女子オールスター競輪（ガールズケイリン）の開催が決まった。
2010年12月までの佐世保市の財源への充当額は約104億7000万円で、特に学校関係の建設費に約41億2000万円が充てられた。景気低迷や販売額の減少などから、2005年度以降は暫くの間一般会計への繰り入れは行われていなかったが、経営自体は良好で、2020年度は約9億4800万円の収益を上げるなど黒字経営を維持しており、電話・インターネット投票の増加で繰り出し額も増加していることから、2023年度は予算ベースで4億円を繰り出す予定となっている。
2011年10月19日の開催よりオッズパークにおいて重勝式投票の『セレクト5・7』を発売し、2012年12月26日からの開催より『ランダム7』も発売される。トータリゼータシステムは日本トーターを採用しており、2012年度からは同社による開催事務の包括委託が行われている。
2014年に開催の長崎国体では自転車競技で使用された。
なお2015年8月2日よりナイター競走が開催され、ナイターでの愛称は九十九島にちなんだ「99（ナインティナイン）サンセットナイトレース」となる。同年8月8日よりミッドナイト競輪も開催されている。
2024年7月16日～18日に競輪界では初のミッドナイトでのグレードレース（G3）を開催された。
佐世保競輪場は老朽化のため2022年度からメインスタンドの全面改修が行われることになっており、2022年12月に既存スタンドを解体し、2024年12月に改修を完了する予定。インターネットによる車券販売の普及に伴いメインスタンドの収容人数は3100人から800人に規模を縮小する一方、競輪場周辺に市民向けの施設が整備される。整備費はすべて競輪での収益によって積み立てられた基金で賄われる。

## キャラクター
マスコットキャラクターは佐世保の伝統工芸品の佐世保独楽をモチーフにした「トップくん」と「ウィンちゃん」。また、2017年には佐世保競輪神社の巫女キャラクター「九十九島 凪海（くじゅうくしま なみ）」も誕生した。
2020年12月には、九十九島凪海に加えて、九十九島ナジョ・九十九島輪とメンバーが増員となり、三人体制のアイドル「九十九島三姫」となる。
これに伴って、2017年からの開設記念競輪の開催2日目のシード優秀競走は、「九十九島凪海賞」に変更された（2019年以降は初日)。

## バンク特徴
400mバンクだが、かつて500mバンクだったものを改修して造られたためカントが緩く、直線も400mバンクの中では最も短い。このため逃げ・先行タイプの選手に有利なバンクといわれている。
なお1コーナー側は道路を挟んで佐世保港に面しており海風に注意が必要となっている。大画面映像装置は1センター側に設置されている。

## 主なホームバンクの選手
- 井上昌己
- 山﨑賢人
- 荒井崇博（2023年に佐賀支部から移籍）

## アクセス
- 佐世保駅から無料送迎バスで5分。徒歩約20分。
- 西九州自動車道佐世保みなとインターチェンジ降りてすぐ。

## 映画ロケ
過去に「青春PARTII」（舟木一夫出演）、「永遠の1/2」（時任三郎、大竹しのぶ等出演）の映画ロケが行われた。

## 歴代記念競輪優勝者
| 年        | 優勝者     | 登録地 |
| --------- | ---------- | ------ |
| 2002年    | 東出剛     | 千葉   |
| 2003年    | 佐々木則幸 | 高知   |
| 2005年    | 阿部康雄   | 新潟   |
| 2006年    | 市田佳寿浩 | 福井   |
| 2008年2月 | 紫原政文   | 福岡   |
| 同年12月  | 濱田浩司   | 愛媛   |
| 2010年    | 阿部康雄   | 新潟   |
| 2011年    | 井上昌己   | 長崎   |
| 2012年    | 木暮安由   | 群馬   |
| 2013年    | 川村晃司   | 京都   |
| 2014年    | 井上昌己   | 長崎   |
| 2015年    | 井上昌己   | 長崎   |
| 2016年    | 石井秀治   | 千葉   |
| 2017年    | 山田久徳   | 京都   |
| 2018年    | 五十嵐力   | 神奈川 |
| 2019年    | 太田竜馬   | 徳島   |
| 2020年    | 吉田拓矢   | 茨城   |
| 2021年    | 和田健太郎 | 千葉   |
| 2022年    | 山田庸平   | 佐賀   |
| 2023年    | 荒井崇博   | 長崎   |
| 2024年    | 窓場千加頼 | 京都   |
| 2025年    |            |        |
| 2026年    |            |        |

※1節4日間制開催となった、2002年4月以降の歴代記念競輪優勝者を列記。

### その他のG3
| 年     | 種別           | 開催名称         | 優勝者   | 登録地 |
| ------ | -------------- | ---------------- | -------- | ------ |
| 2024年 | ミッドナイトG3 | WTミッドナイトG3 | 松本貴治 | 愛媛   |